# نبرد میندوس
نبرد میندوس نبردی میان ایران ساسانی و بیزانس اندکی پس از نبرد تانریس (۵۲۸) بود. پروکوپیوس به اشتباه دو نبرد را یکی در نظر گرشته است. فرمانده بیزانس به نام بلیساریوس در آن مکان قلعه‌ای را ساخته بود. وقتی نیروهای ایرانی به منطقه رسیدند، نیروهای وی در نبردی در تپه‌ای در نزدیکی آنجا نابود شدند. از آنجا که مقام بلیساریوس اندکی پس از این جنگ ارتقا یافت، به احتمال زیاد او به عنوان مسئول شکست شناخته نشده‌است. ممکن اما بعید است که بلیساریوس فرمانده کل ارتش نبود، بلکه یکی از جوانان همراه با آن بود.